# Pingbian
Der Autonome Kreis Pingbian der Miao (屏边苗族自治县,  Píngbiān Miáozú Zìzhìxiàn) ist ein autonomer Kreis der Miao im Autonomen Bezirk Honghe der Hani und Yi im Süden der chinesischen Provinz Yunnan. Er hat eine Fläche von 1.846 Quadratkilometern und 129.448 Einwohner (Stand: Zensus 2020).

## Administrative Gliederung
Auf Gemeindeebene setzt sich der autonome Kreis aus einer Großgemeinden und sechs Gemeinden zusammen. Diese sind: 
- Großgemeinde Yuping (玉屏镇)

- Gemeinde Xinxian (新现乡)
- Gemeinde Heping (和平乡)
- Gemeinde Baihe (白河乡)
- Gemeinde Baiyun (白云乡)
- Gemeinde Xinhua (新华乡)
- Gemeinde Wantang (湾塘乡)

## Sehenswürdigkeiten
Die 1907 bis 1908 erbaute Wujiazhai-Eisenbahnbrücke (五家寨铁路桥,  Wujiazhai tieluqiao) der Yunnan-Bahn steht seit 2006 auf der Liste der Denkmäler der Volksrepublik China (6-1053). 